# Frontina adusta
Frontina adusta là một loài ruồi trong họ Tachinidae.